# Svenska Mästerskapet 1903
Il Campionato svedese di calcio 1903 (svedese: Svenska Mästerskapet i Fotbol 1903) è stato la 8ª edizione del torneo. 
È stata vinta dal Göteborgs IF al primo titolo nazionale.

## Partecipanti
| Club          | Città    | Stagione precedente |
| ------------- | -------- | ------------------- |
| Göteborgs FF  | Göteborg | Non partecipante    |
| Göteborgs IF  | Göteborg | Non partecipante    |
| Krokslätts IF | Mölndal  | Non partecipante    |
| Örgryte       | Göteborg | Campione            |

## Risultati

### Semifinali
| Squadra 1    | Risultato | Squadra 2     |
| ------------ | --------- | ------------- |
| Göteborgs IF | 4 - 3     | Örgryte       |
| Göteborgs FF | 5 - 1     | Krokslätts IF |

### Finale
| Göteborg 2 agosto 1903, ore CEST | Göteborgs IF          | 5 – 2 | Göteborgs FF | Göteborgs Velocipedklubb Idrottsplats\| Arbitro: \| Johan Wilhelm Friberg \| |
| Arbitro:                         | Johan Wilhelm Friberg |       |              |                                                                              |